# Bruno Wallnöfer
Bruno Wallnöfer  ( n. 1960 ) es un botánico y curador austríaco.
Desarrolla su carrera científica en la "Sección Botánica" del Museo de Historia natural de Viena. Su línea de estudios está en las familias Melastomataceae y Ebenaceae.

## Algunas publicaciones
- Duangjai, S; B Wallnöfer, R Samuel, J Munzinger, MW Chase. 2006. Generic delimitation & relationships in Ebenaceae sensu lato: evidence from six plastid DNA regions. Am. J. Bot. 2006 93: 1808-1827 texto en línea
- Wallnöfer, B. 2004. A revision of Lissocarpa Benth. (Ebenaceae subfam. Lissocarpoideae (Gilg in Engler) B. Walln.) Ann. Naturhistorischen Museums in Wien, B 105: 515-564
- -----------. 2001. Lectotypification of Diospyros cayennensis A. DC. (Ebenaceae). Taxon 50 (3), Golden Jubilee Part 5, pp. 887-889
- -----------. 2001. The biology & systematics of Ebenaceae: a review. Ann. Naturhistorischen Museums in Wien, B: 103: 485-512
- -----------. 1994. Die Polyacetylene in der Artemisia-"Vulgares"-Gruppe (Anthemideae-Compositae). Biosystematics and Ecology Series 7. Con Wilfried Morawetz. Editor Österreichische Akademie der Wissenschaften, 120 pp. ISBN 3700121717

### Capítulos de libros
- Mori, SA. (ed.) Fungal & Plant Diversity of Central French Guiana. Cap. de Ebenaceae

- La abreviatura «B.Walln.» se emplea para indicar a Bruno Wallnöfer como autoridad en la descripción y clasificación científica de los vegetales.[1]